# Grablege von Georg Wilhelm von Brandenburg
Die Grablege und vor allem der renaissancezeitliche Prunksarg von Georg Wilhelm von Brandenburg war künstlerisch wie auch technisch ein Meisterwerk seiner Zeit. Er stand zuletzt im Chorraum des Königsberger Domes in Königsberg und ist im Zweiten Weltkrieg zerstört worden.

## Tod und Begräbnis Georg Wilhelms von Brandenburg
Am 1. Dezember 1640 starb Georg Wilhelm in Königsberg. Durch die Wirren des Dreißigjährigen Krieges war es unmöglich, die Leiche des Kurfürsten in Berlin zu bestatten. Sein Sohn und Nachfolger, der Große Kurfürst Friedrich Wilhelm, beschloss, den Vater in der Fürstengruft des Königsberger Domes beizusetzen. Allein die Belehnung mit dem Herzogtum Preußen durch den polnischen König, wie auch die Vorbereitungen der aufwändigen Trauerfeierlichkeiten, nicht zuletzt die Verfertigung des mit reichem ornamentalem und figürlichem Schmuck versehenen zinnernen Prunksarges, waren der Grund dafür, dass die Überführung des einbalsamierten Leichnams von der Schlosskirche in den Dom erst am 11. März 1642 stattfand. So blieb er der einzige Hohenzollernherrscher, der in Königsberg bestattet wurde.
Eine zeitgenössische Schrift berichtete über die Anfertigung des Sarges, er sei „erstlich bey dem Kannengiesser Christoff Grünbergen von viel Tausent Menschen mit verwunderung gesehen, und hernach ins kleine Zeughauß zu Schloß gesetzet, und vollends angefertiget“. Am anderen Tag wurde der mit Samt ausgepolsterte Holzsarg mitsamt der kurfürstlichen Leiche in den Zinnsarg verbracht. Dieser wird wie folgt beschrieben: „der zierliche und prächtige Sarck von dem besten Englischen Zinn, der allenthalben mit schöner erhabenen Arbeit, Figuren, und Laubwercks mit grossem Fleiß gemachet, und schön vergüldet … Darauff oben auff der Decke zum Haubte ein Churhutt, in der mitten der Chur-Scepter, zu den Füssen ein Kind auff einem TodtenKopffe, und auff den Seiten 8. Adler, auch von klarem Zinn gegossen, stunden“.
Der rechteckige Sarg mit konischem Deckel ruht auf acht Löwenfiguren mit paarweise einander zugewandten Köpfen. Die Breitseiten des Sargkastens gliedern sich in eine, die Langseiten in drei Arkaden mit breiten Pilastern und halbrunden Bögen. Die Pilaster ruhen auf Konsolen mit geflügelten Engelsköpfen von abwechselnd männlichen und weiblichen Hermen. An den Langseiten befinden sich acht weitere Konsolen mit Masken, die bereits am Sargdeckel sitzen und je einen Adler tragen. Die Adler sind, gleich den Löwen, paarweise einander zugewandt in breiten schützenden Schwingen dargestellt. Die acht Bogenfelder sind mit Fruchtstücken und Ranken verziert. Jede Arkade ist mit drei ovalen Wappenschilden verziert. Die Reihe der dargestellten Wappen umfasst insgesamt 24: Jülich, Kleve, Berg, Stettin, Pommern, Kassuben, Wenden, Schlesien, Crossen, Jägerndorf, Nürnberg, Rügen, Gützkow, Usedom, Wolgast, Barth, Mark, Ravensberg, Ruppin, Zollern und die Blutfahne. Das preußische Wappen zeigt in silbernem Feld einen schwarzen, halsgekrönten Adler, auf der Brust trägt er die in sich verschlungenen Buchstaben V und G, eine Anspielung auf den Lehnsherrn des Kurfürsten, den polnischen König Władysław IV. Wasa. An Stirn- und Fußleiste des Deckels befindet sich je ein Löwenkopf mit ringförmigem Tragegriff aus Messing. Auf der waagerechten Deckelplatte liegt ein Kurhut und ein Kurzepter, und am Ende sitzt ein Knabe auf einem Totenkopf. An dessen abgeschrägten Seiten befinden sich je drei ovale Inschriftenkartuschen mit Epitaph, das die ausgeführte „Res gestae“ des Kurfürsten enthält:
Der Durchlauchtigste, großmächtige Fürst und Herr, Herr Georg Wilhelm, Markgraf zu Brandenburg, des Heiligen Römischen Reiches Erzkämmerer und Kurfürst, in Preußen, zu Jülich, Cleve, Berg, Stettin, Pommern, auch in Schlesien zu Crossen Herzog, Burggraf zu Nürnberg, Fürst zu Rügen, Graf der Mark und zu Ravensburg, Herr zu Ravenstein usw. Am 3. November 1595 alten Stils wurde er zu Cöln an der Spree zwischen 3 und 4 Uhr geboren. Sein Vater war Johann Sigismund, damals Markgraf und inderfolge Kurfürst zu Brandenburg, seine Mutter Anna, Tochter Markgraf Albrecht Friedrichs zu Brandenburg, 2. Herzogs in Preußen, und der Marie Eleonore, Tochter des Herzogs von Jülich, Cleve und Berg. Den eines Fürsten würdigen Studien widmete er seine jungen Jahre, zunächst am Hofe des Vaters und Großvaters, dann auf der Hochschule in Frankfurt. 1612 wohnte er der Wahl des Römischen Kaisers Matthias bei. Im nächstfolgenden Jahre übernahm er für seinen Vater die Regierung der Jülichschen Herzogtümer, durch deren umfangreiche Erbschaft seine Mutter den Besitz des Hauses Brandenburg vermehrt hatte. Am 14. Juli 1616 alten Stils vermählte er sich zu Heidelberg mit Elisabeth Charlotte, Tochter des Kurfürsten Friedrich IV., Pfalzgrafen am Rhein, und der Prinzessin Luise Juliane von Oranien. Eine Heldin durch Gottgläubigkeit, unter den Ersten in Wohltun und Mitgefühl gegen Gebeugte, ist sie jetzt eine tieftrauernde Witwe. Mit ihr erzeugte er Söhne, nämlich Friedrich Wilhelm, den Nachfolger, welchem durch Gottes Gnade beschieden sein möge, lange und mit aller Glückseligkeit überhäuft zu herrschen, und Johann Sigismund, welcher schon im dritten Monat nach der Geburt dieser Zeitlichkeit entrückt wurde, Töchter aber Ludovike Charlotte und Hedwig Sophie. 1619 folgte er dem Vater in der Kurwürde; als Herzog in Preußen wurde er 1621 belehnt. Während der ganzen sturmbewegten Zeit seiner Regierung hat er durch Seelenstärke – welche er treu seinem Wahlspruch durch nichts erschüttern ließ –, durch besondere Klugheit, bewundernswertes Geschick und unglaubliche Mäßigung für die Sicherheit der Untertanen gewirkt, soweit es die schicksalsschweren, rechtlosen Zeiten zuließen. Preußen hat er jedenfalls den Frieden verschafft, dessen es sich lange erfreut. Auf der Burg zu Königsberg hat er am 20. November 1640 zwischen 6 und 7 Uhr von unheilbarer Krankheit zermürbt, zwischen Seufzern, innigen Gebeten zu Gott und dem Erhalter Jesus Christus und wiederholt abgelegtem Bekenntnis seines Glaubens, die Seele dem Himmel zurückgegeben, nachdem er 45 Jahre 18 Tage und 3 Stunden gelebt hatte. Ein Fürst fromm, gerecht, milde und die Seinen liebend.
So fand am 11. März 1642 die feierliche Überführung des Sarges von der Schlosskirche zum Dom statt. Witwe Elisabeth Charlotte von der Pfalz und Sohn Friedrich Wilhelm folgten dem Sarg, der so schwer war, dass ihn 24 Landesadelige tragen mussten. Der Zinnsarg wurde in der Fürstengruft des Königsberger Domes aufgestellt.  Ende des 19. Jahrhunderts gab es Überlegungen, den Prunksarg in die Fürstengruft des neuen Berliner Doms zu überführen. Hierfür wurde der Sarg noch einer eingehende Überprüfung unterzogen. Wobei festgestellt wurde, dass dieser noch recht gut erhalten sei. Daraufhin wurde von Kaiser Wilhelm II. bestimmt, dass der Sarkophag des Kurfürsten Georg Wilhelm in Königsberg verbleiben sollte.

## Sicherung und Neuaufstellung
Anlässlich der 600-Jahr-Feier des Königsberger Doms 1933 bewilligte der Reichspräsident Paul von Hindenburg einen stattlichen Betrag für Wiederherstellungsarbeiten am Dom. In diesem Rahmen wurde auch eine Erneuerung der Grüfte des Chores unternommen. Da der Zinnsarg aufgrund der Bodenfeuchtigkeit der Gruft bereits im unteren Teil erhebliche Beschädigungen (Zinnpest) aufwies, beschloss man, zwecks künftiger besserer Erhaltung, ihn im östlichen Teil des Domes über der Erde aufzustellen. Dabei wurde der Sarg geleert und die sterblichen Überreste des Kurfürsten verblieben in der Gruft. Eine eingehende Untersuchung des Prunksarges offenbarte die feine Zinnarbeit des 17. Jahrhunderts.

## Kriegs- und Nachkriegszeit
Der Sarg blieb bis zum Kriegsende im Hohen Chor des Königsberger Doms. Bei dem durch einen Bombentreffer vom 29. zum 30. August 1944 verursachten Feuer im Dom noch unversehrt geblieben, überstand er die Demolierungen und Plünderungen des Doms und der Fürstengruft nach der Eroberung der Stadt durch die Rote Armee im April 1945 schwer beschädigt. Noch 1947 stand der Sarg im Chorraum der Domruine. Die Zinnverzierungen waren heruntergeschlagen, und der Deckel wies ein großes Loch auf. Wahrscheinlich hatte man Kostbarkeiten in dem leeren Sarg vermutet. So gingen alle sakralen und sepulkralen Ausstattungen des Domes verloren. Die Grüfte wurden verschüttet und einplaniert. Ob sie noch den Innensarg mit den Gebeinen des Kurfürsten enthalten, ist unbekannt.

## Quelle
- Geheimes Staatsarchiv Preußischer Kulturbesitz Berlin: Brandenburg-Preußisches Hausarchiv, Acta Rep. 34 K 10.